# Oxysarcodexia favorabilis
Oxysarcodexia favorabilis är en tvåvingeart som först beskrevs av Guilherme A.M.Lopes 1935.  Oxysarcodexia favorabilis ingår i släktet Oxysarcodexia och familjen köttflugor. Inga underarter finns listade i Catalogue of Life.